# Juliusz Loranc

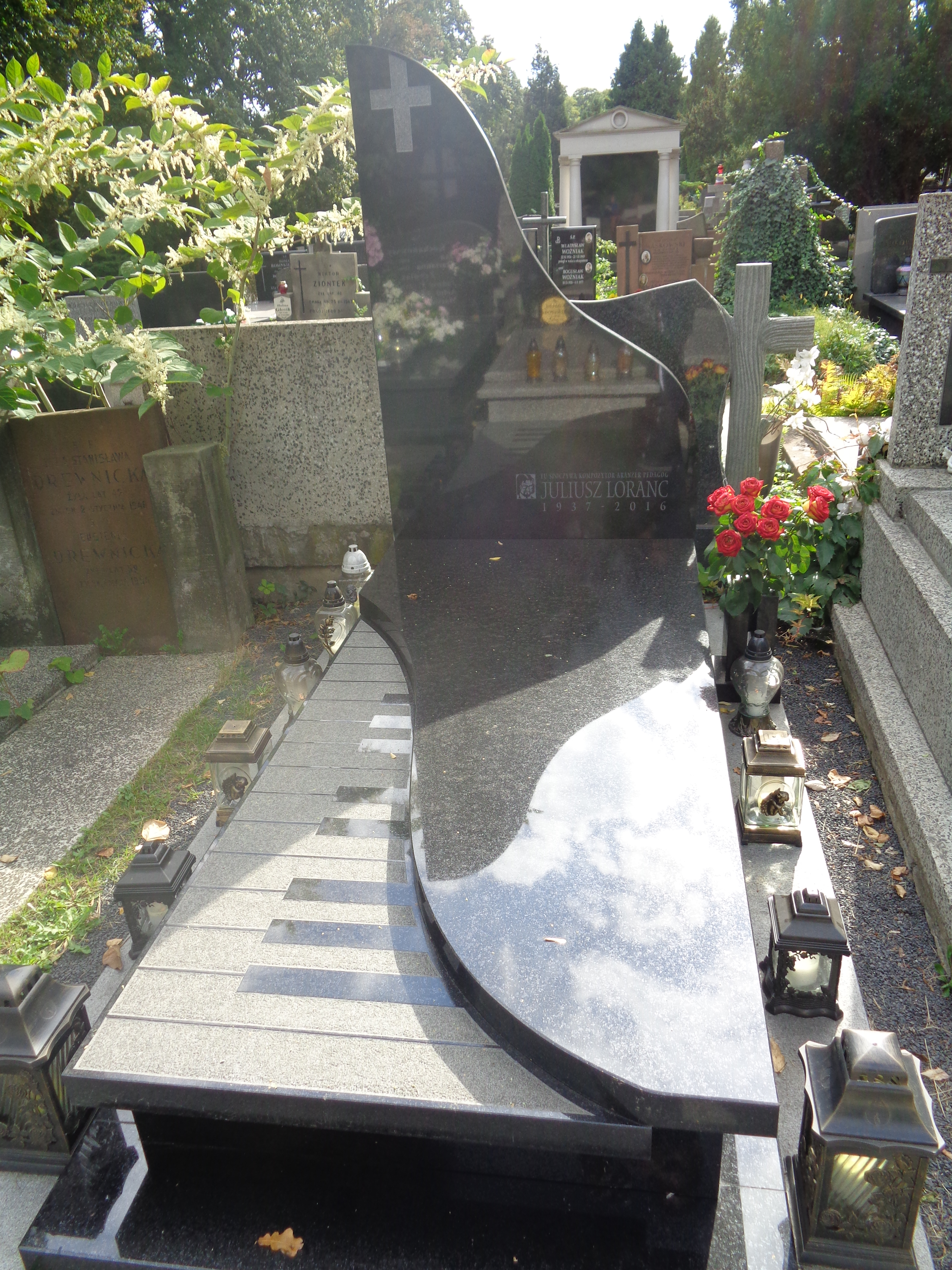
Grób Juliusza Loranca na cmentarzu Wojskowym na Powązkach

Juliusz Loranc (ur. 24 września 1937 w Łodygowicach, zm. 25 maja 2016) – polski kompozytor, aranżer i pianista.

## Życiorys
Ukończył Liceum Muzyczne w Bielsku-Białej w klasie klarnetu. Absolwent Wydziału Instrumentalnego Państwowej Wyższej Szkoły Muzycznej w Warszawie w klasie klarnetu Ludwika Kurkiewicza. Jeszcze podczas studiów współpracował jako akompaniator z kabaretami klubów studenckich „Stodoła” i „Hybrydy”, z teatrzykiem satyry Henryka Malechy oraz z kabaretem Jamnik – Pies Cynicki Jana T. Stanisławskiego.
W latach 1961–1964 był muzycznym korepetytorem w Teatrze Ludowym w Warszawie, dla którego wspólnie z Jerzym Maksymiukiem skomponował muzykę do bajki dla dzieci Na straganie. Współpracował z Teatrem Rozrywki w Chorzowie w latach 1979–1981, a od 1982 z Teatrem Rampa na Targówku w Warszawie. W 1961 zadebiutował jako kompozytor piosenek utworem Hotel Miami dla Fryderyki Elkany. W latach 1964–1969 i od 1974 współpracował z zespołem Alibabki.  Komponował piosenki także dla Stana Borysa, Macieja Kossowskiego, Jacka Lecha, Renaty Lewandowskiej, Haliny Kunickiej, Jana Pietrzaka, Ireny Santor i Niny Urbano. Był kierownikiem muzycznym grupy Quorum (1968–1971) oraz Grupa I (1972–1976).
W 1979 otrzymał Złoty Krzyż Zasługi.

## Nagrody
- 1965: laureat II nagrody na Krajowym Festiwalu Piosenki Polskiej w Opolu za utwór Gdy zmęczeni wracamy z pól,
- 1968: laureat nagrody dziennikarzy na Krajowym Festiwalu Piosenki Polskiej w Opolu za utwór To ziemia,
- 1969: laureat nagrody Ministra Kultury i Sztuki na Krajowym Festiwalu Piosenki Polskiej w Opolu za utwór Kwiat jednej nocy[5]
- 1972: laureat nagrody Przewodniczącego Wojewódzkiej Rady Narodowej na Krajowym Festiwalu Piosenki Polskiej w Opolu za utwór Olbrzymi twój cień,
- 1974: laureat nagrody Ministra Kultury i Sztuki na Krajowym Festiwalu Piosenki Polskiej w Opolu za utwór Radość o poranku[1].
- 1989: wyróżnienie Sztandaru Młodych METRONOM za stworzenie i konsekwentne rozwijanie formuły nowoczesnego musicalu[6]

## Wybrane kompozycje

### Piosenki
Skomponował wiele piosenek które zostały przebojami m.in.:
- Radość o poranku (wyk. Grupa I z Marleną Drozdowską)
- Wakacje z blondynką (1968, wyk. Maciej Kossowski później Andrzej Zaucha)
- Gdy zmęczeni wracamy z pól (1965, III KFPP w Opolu II nagroda w kategorii piosenek artystycznych  wyk. zespołu Alibabki)
- To ziemia (1968, VI KFPP w Opolu nagroda dziennikarzy; wyk. 1) Alibabki  i  2) Stan Borys[7]
- Kwiat jednej nocy (1969, VII KFPP w Opolu nagroda główna wyk. Alibabki)
- Światło Świec (1970, wyk. Halina Kunicka)
- Efekty Afektu (1970,  Jan Pietrzak)

### Muzyka filmowa
- Kulig (1968)
- Dzięcioł (1970)
- Pięć i pół bladego Józka (1971)

### Muzyka do spektakli teatralnych
- Kochany panie Ionesco! (1968)
- Emancypantki (1975)
- Ballada o miłości zagrożonej (1983)
- Skarby Złotej Kaczki (1983)
- Sweet Fifties (1989)

### Etiuda szkolna
- Głupie zagadki (2000)